# 修士海豹属
修士海豹属（学名：Monotherium）是海豹科下的一个属。

## 下属物种
本属包括以下物种：
- 德洛尼修士海豹 Monotherium delognii (Vanden Broeck, 1874)